# 지하수함양
지하수함양(groundwater recharge)은 지하수에서 물을 빼서 쓰는 것인 양수와 반대로, 지하수층에 물이 자연적 또는 인위적으로 차는 것을 말한다. 자연적으로 일어나는 지하수함양은 비로 인해 일어난다.

## 필요성
국지적으로 양수를 많이 하게 되면 지반 붕괴가 일어날 수 있다. 또한 지하오염원을 제거하거나 바닷물이 지하수대에 침입하는 것을 막기 위해 자연적인 지하수함양 이외에도 인위적인 지하수함양이 필요해지는 추세이다.

## 방법
자연적인 지하수함양은 비로 인해 일어난다. 인위적인 지하수함양 방법에는 수표면 증가방법, 우물을 이용하는 방법, 유도 지하수함양 방법이 있다. 수표면 증가방법(spreading of water)은 지표면에 물을 넓게 분포시켜 지하수량을 늘리는 방법들이다. 침투지법(basin method), 하상변경법(modified stream bed method), 도랑법(ditch or furrow method), 범람법(flooding method)이 있다.
우물을 이용하는 방법은 우물에 물을 주입하는 것이고, 유도 지하수함양(induced recharge) 방법은 하천과 인접한 우물에서 양수하여 하천수나 지표수가 지하로 가도록 하는 방법이다.

## 같이 보기
- 침투
- 빗물 집수

## 참고 문헌
- 이재수 (2018). 《수문학》 2판. 구미서관. ISBN 9788982252914.